# دراکولا (مجموعه تلویزیونی)
دراکولا یک مجموعه تلویزیونی بریتانیایی-آمریکایی در ژانر درام-ترسناک است که در ۲۵ اکتبر ۲۰۱۳، به تعداد ۱۰ قسمت از شبکه ان‌بی‌سی و اسکای لیوینگ پخش شد. این سریال در انگلیس ساخته شده و اساساً از داستان دراکولا نوشته برام استوکر گرفته شده است. در نهایت ساخت مجموعه پس از یک فصل متوقف شد.